# 蒙自草胡椒
蒙自草胡椒（学名：Peperomia heyneana）为胡椒科草胡椒属下的一个种。

## 扩展阅读
- 維基物種上的相關：蒙自草胡椒